# Beatriz Silva
Beatriz Silva (Santiago de Chile, 11 de septiembre de 1969) es una periodista y política española nacida en Chile.

## Trayectoria profesional
Cursó sus estudios en la Universidad Católica de Chile donde obtuvo la Licenciatura en Periodismo e Información Social y la Licenciatura en Estética. En 1995 se trasladó a Barcelona donde cursó estudios de doctorado en Historia del Arte en la Universidad Autónoma de Barcelona.
En sus primeros años de actividad profesional en Chile trabajó en el diario La Segunda (una de las cabeceras del grupo El Mercurio) y en la Televisión Nacional de Chile (TVN). También colaboró con medios como Radio Cooperativa y la revista mexicana Visión.
Entre 1995 y 2008 compaginó sus estudios de doctorado en Barcelona con la corresponsalía del diario El Mercurio en España y Londres, cabecera para la que cubrió informativamente el caso contra Augusto Pinochet en Londres, donde residió hasta 2002. Después de vivir en Berkeley -California- volvió a Barcelona en 2009 compaginando el periodismo con la comunicación institucional para empresas y organizaciones tales como Infonomia, la Federación de Entidades de Atención y Educación a la Infancia y la Adolescencia (FEDAIA) y la Universidad Abierta de Cataluña (Universitat Oberta de Catalunya, UOC) y para medios como la televisión pública alemana, SWR, el Canal Arte, Deutsche Welle; y medios españoles e internacionales como la revista Caras y CTXT.
En su carrera profesional como corresponsal destacó la cobertura del arresto de Augusto Pinochet en Londres en 1999, las elecciones generales en España de 1996, 2000 y 2004 y el atentado contra las Torres Gemelas del 11 de septiembre de 2001, ocasión en que fue la primera corresponsal en entrevistar al portavoz de Osama Bin Laden en Londres y confirmar la autoría de éste en los atentados.
Entre los proyectos en los que ha participado en los últimos años, se encuentra el documental del Canal Arte sobre pobreza infantil La fabrique de pauvres/Gemachte Armut, la trilogía documental sobre los mayas Die Mayaroute (SWR) y el documental Federal, de Albert Solé.
Actualmente colabora de manera regular con medios españoles y catalanes como El País, El Periódico, CTXT, Diario de Girona, Crónica Global, El Triangle y Público.
En 2023 publicó el libro Chile, 50 años después con prólogo de Michelle Bachelet.

## Trayectoria cívica y política
Su activismo político comenzó a los 16 años durante la dictadura de Augusto Pinochet en Chile donde participó activamente en las movilizaciones para pedir el fin de la dictadura y la represión formando parte del recuento paralelo al plebiscito de 1988.
En España fue militante del Partido Socialista Unificado de Cataluña Vivo (PSUC Viu), el referente del Partido Comunista de España (PCE) en Cataluña, y desde 2017 ha estado vinculada al Partido de los Socialistas de Cataluña (PSC). 
Fue fundadora en 2013 de Federalistas de Izquierdas (Federalistes d'Esquerres), plataforma de la que es miembro de la junta directiva, y vicepresidenta del Movimiento Democrático de Mujeres en Cataluña (MDM). Actualmente participa en diferentes plataformas federalistas y feministas como la Unión de Federalistas Europeos (UEF), Entesa Federalista, Clásicas y Modernas y la Plataforma por el derecho a no ser prostituidas. También colaboró con Cáritas Barcelona.
Durante la XII legislatura fue portavoz de Infancia y de Igualdad del Grupo Parlamentario Socialistas en el Parlamento de Cataluña y ponente del proyecto de reforma de la Ley 5/2008 del derecho de las mujeres a erradicar la violencia machista.
En las elecciones al Parlamento de Cataluña de 2017, 2021 y 2024 fue elegida como diputada por la lista del Partido de los Socialistas de Cataluña (PSC). 

## Publicaciones
- Chile, 50 años después. Editorial: Catarata. Prólogo de Michelle Bachelet. Con textos de: Miquel Iceta y Carlos Castresana.  Este libro busca dar algunas claves para entender la crisis política y social que atraviesa el país, la más importante desde la recuperación de la democracia. Y lo hace desde la perspectiva de lo vivido estos 50 años.

### Artículos de Beatriz Silva
- Economía feminista para salir de la crisis, El País, 2021
- Infancia, pobreza y COVID-19, El País, 2020
- Mujeres, capitalismo y pobreza, El País, 2020
- Las chilenas tendrán una Constitución paritaria, CTXT, 2020
- Žižek y la refundación del comunismo, CTXT, 2020
- La pobreza tiene rostro de mujer, El Periódico, 2019
- Mil días que hicieron historia, CTXT, 2017

### Artículos de prensa
- El PSC pide equiparar las indemnizaciones por violencia machista a las de las víctimas del terrorismo, La Vanguardia, 2020
- Entrevista a Beatriz Silva, El Triangle, 2027
- Una diputada desmonta las malas praxis de TV3 con una incómoda pregunta, El Confidencial, 2019
- Beatriz Silva, fundadora de Federalistes d'Esquerres, será número 4 del PSC, La Vanguardia, 2017
- Beatriz Silva, la chilena que compite por ser diputada en las elecciones de Catalunya, Emol, 2017
- Beatriz Silva, Chile no consigue decir nunca más, Eldiario.es, 2023
- Beatriz Silva, Chile sigue temblando, El País, 2023
- Beatriz Silva, Escribir la historia del arte en femenino, Eldiario.es, 2024
- Beatriz Silva, La memoria bordada con hilo y aguja, Eldiario.es 2024
- Beatriz Silva, Mujeres y memoria democrática, El País, 2024

- Datos: Q46726940
- Multimedia: Beatriz Silva Gallardo / Q46726940